# بندیکت واگنر
بندیکت واگنر (آلمانی: Benedikt Wagner؛ زادهٔ ۱۴ ژوئن ۱۹۹۰) شمشیرباز اهل آلمان است.